# Rachel Kyte

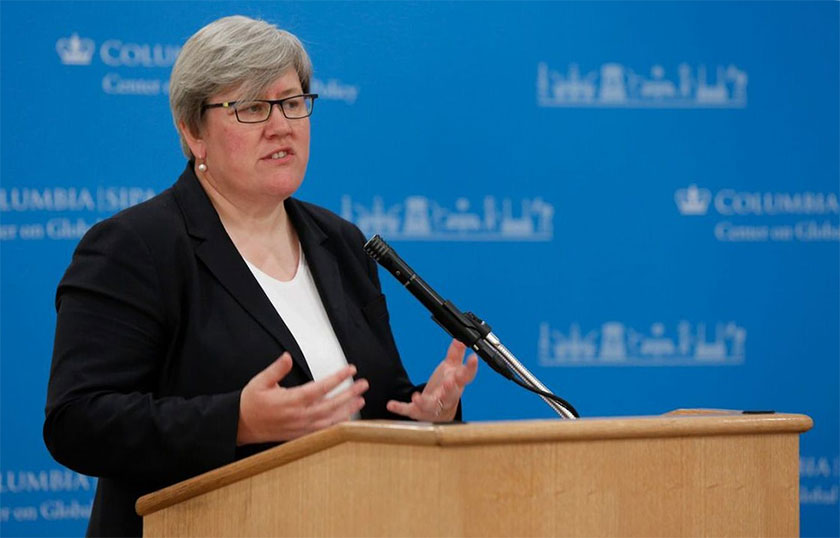
Rachel Kyte (2016)

Rachel Kyte ist eine Fachfrau auf dem Gebiet der Energiewende. Sie war Vizepräsidentin der Weltbank für nachhaltige Entwicklung und ist seit 2019 Dekanin der Fletcher School an der Tufts University.

## Leben
Kyte wuchs ist im Osten Englands auf. Sie absolvierte zunächst ein Bachelorstudium der Geschichte und Politik an der University of London. Im Jahr 2002 schloss sie das Global-Master-of-Arts-Programm an der Tufts University ab. Seit 2012 war sie dort als professor of practice tätig.
Sie war bis 2015 Vizepräsidentin der Weltbank, zuerst für nachhaltige Entwicklung und dann für Klimawandel (2014–2015). Im Jahr 2019 wurde sie an der Tufts University zur Dekanin der Fletcher School ernannt.
Kyte ist mit Ilyse Zable verheiratet, mit der sie zwei Kinder hat.

## Wirken
Kyte gilt als Fachfrau für die Gestaltung der Energiewende im Sinne eines Übergangs von fossilen zu fossilfreien Energieträgern. Als Leiterin des Klimaprogramms der Weltbank im Vorfeld des Pariser Übereinkommen entwickelte sie Strategien zur Bereitstellung von Finanzmitteln an Entwicklungsländer, die dem Klimawandel entgegenwirken wollten, jedoch nicht über die dafür nötigen Mittel verfügten. Im Vorfeld des UN-Klimagipfels im September 2019 spielte sie eine einflussreiche Rolle, die den UN-Generalsekretär zur Forderung bewog, dass Staaten und Unternehmen zur Beschleunigung der Energiewende neue Verpflichtungen eingehen müssten. Sie gründete eine gemeinnützige Organisation, Sustainable Energy for All, die eine Versorgung unterentwickelter Regionen mit Energie anstrebt und diesen zugleich bei der Abkehr von fossilen Brennstoffen hilft.
Das US-amerikanische Time-Magazin führte sie 2019 im Artikel „Meet 15 Women Leading the Fight Against Climate Change“ als eine von 15 Frauen, die den Kampf gegen den Klimawandel anführen, auf.